# Gubbo
Gubbo è un'area urbana della Svezia situata nel comune di Smedjebacken, contea di Dalarna.
La popolazione rilevata nel censimento 2010 era di 215 abitanti .